# Binta Jambane
Binta Jambane (ur. 14 maja 1942) – mozambicka lekkoatletka, sprinterka, uczestniczka Letnich Igrzysk Olimpijskich 1984.
Podczas igrzysk olimpijskich w Los Angeles, była jedną z najstarszych lekkoatletek, które zaprezentowały się na tej imprezie (Jambane w chwili startu w biegu na 100 metrów, miała 42 lata i 87 dni).
Podczas Letnich Igrzysk Olimpijskich 1984, wzięła udział w dwóch konkurencjach – w biegach na 100 i 200 metrów. Najpierw wystartowała 4 sierpnia w tej pierwszej konkurencji. Jambane rozpoczęła rywalizację od biegu eliminacyjnego nr 2, w którym to wystartowała z siódmego toru. Mimo iż wynikiem 12,55 zajęła przedostatnie, 5. miejsce, uzyskała awans do następnej fazy, jaką były ćwierćfinały. Te odbyły się jeszcze tego samego dnia; startowała w pierwszym ćwierćfinale, gdzie trafiła na tor nr 2. Uzyskawszy wynik 12,57, zajęła ostatnie, 8. miejsce, a w generalnej klasyfikacji po biegach ćwierćfinałowych wyprzedziła tylko reprezentantkę Kongo, Françoise M’Pikę (do ćwierćfinałów dostało się 31 zawodniczek, tak więc Jambane zakończyła 100 metrów na 30. miejscu).
8 sierpnia wystartowała także w biegach eliminacyjnych na 200 metrów, gdzie startowała w piątym biegu z piątego toru. Uzyskawszy wynik 25,14 zajęła ostatnie, 6. miejsce, i mimo iż do ćwierćfinałów kwalifikowało się pięć najlepszych zawodniczek z każdego biegu (i dwie z czasami), znalazła się w gronie pięciu zawodniczek, które odpadły już po eliminacjach. Ostatecznie Jambane zajęła 34. miejsce (na 37 zawodniczek).
Jambane jest również najstarszym sportowcem z Mozambiku, który pojawił się na igrzyskach olimpijskich (stan na rok 2012).

## Rekordy życiowe
| Dystans       | Wynik (s) | Data |
| ------------- | --------- | ---- |
| bieg na 100 m | 12,3      | 1983 |
| bieg na 200 m | 25,0      | 1984 |